# Débo-See

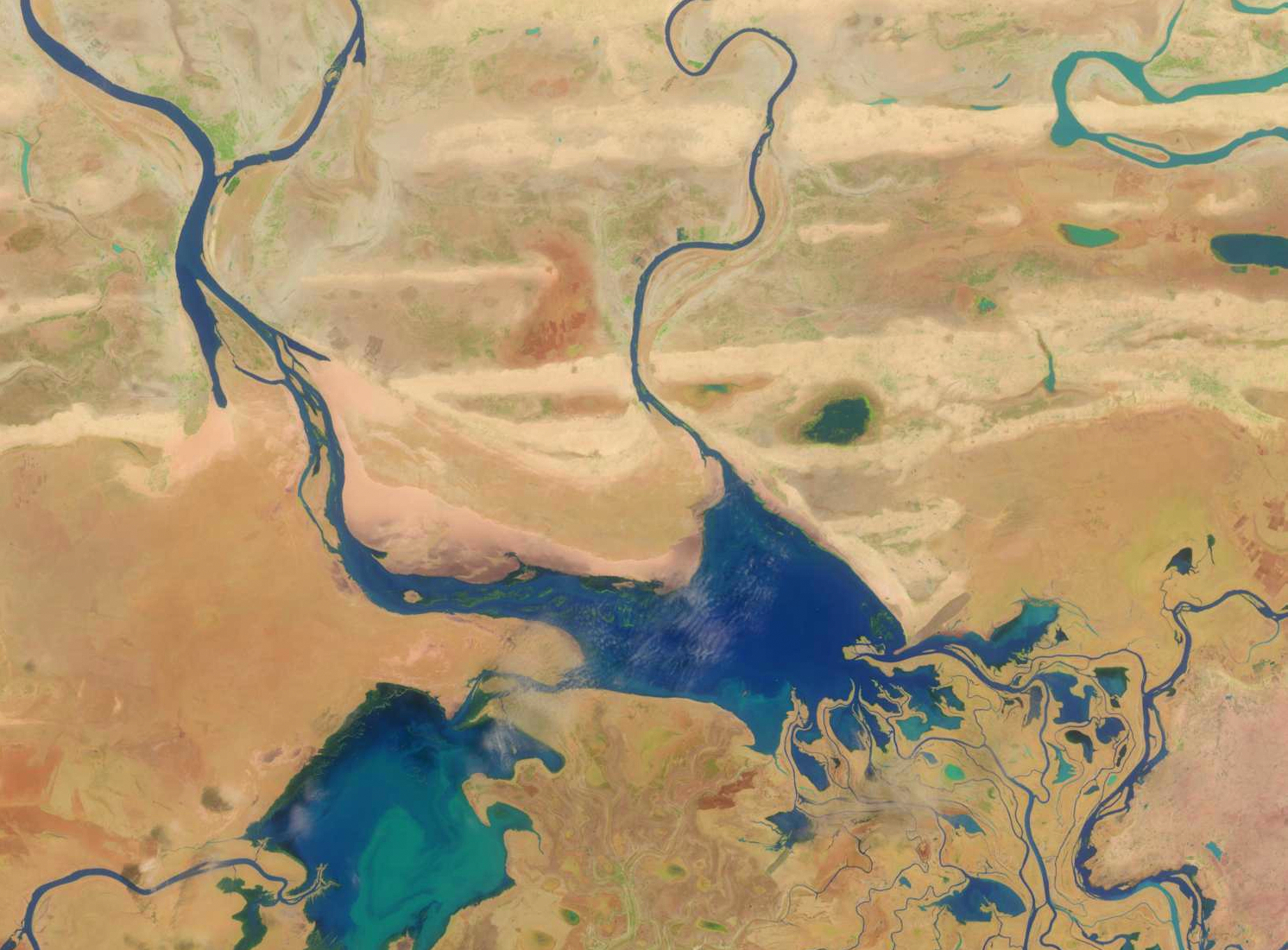
Der See aus dem Weltraum gesehen

Der Débo-See ist ein See im zentralen Teil des Sahel-Staates Mali, der durch die regelmäßige, jahreszeitlich bedingte Überschwemmung des Bassins des Flusses Niger gebildet wird.

## Ausdehnung
Wenn der Débo-See seine größte Ausdehnung erreicht hat, befindet er sich an seinem flussaufwärts gelegenen Ufer etwa 80 km von der durch ihre Lehmbauten bekannten Stadt Mopti und flussabwärts gesehen etwa 240 km von der Stadt Timbuktu entfernt. Der Débo ist der größte einer Reihe von Seen und Feuchtgebieten, die zusammen das Niger-Binnendelta bilden und gleichzeitig der größte See in Mali. Seinen geringsten Umfang hat er in der Trockenzeit von September bis März.

## Nutzung
Während der jahreszeitlichen Überflutung weiterer Gebiete durch die Flüsse Niger und Bani wird der See intensiv von den Fischern des Bozovolkes befahren und befischt, die an seinen Ufern leben. In der Trockenzeit beenden hier die Fulbenomaden mit ihren Viehherden ihre regelmäßigen Wanderungen.

## Ökologie
Der See ist ein wichtiger Rastplatz für Zugvögel und die UNESCO hat ihn als besonders schützenswerte RAMSAR-Zone klassifiziert.